# Estadio El Rubial
El estadio El Rubial, denominado oficialmente estadio centenario El Rubial, es un estadio de fútbol que se encuentra en el municipio de Águilas, en la Región de Murcia (España). Actualmente juega el Águilas F.C.
Se inauguró el 19 de enero de 1913, y es el segundo campo más antiguo de España, aunque se tienen hipótesis de que ya se usaban el mismo terreno donde se levantó el estadio para jugar al fútbol en 1907, o en 1908 según el cronista oficial de la villa de Águilas, Antonio Cerdá.

## Historia
La revista "Vida Aguileña" en su número 5, editado el 1 de febrero de 1913, recoge una información firmada por Pedro Fernández Luna, en la que se cita lo siguiente:

El domingo 19 [19 de enero de 1913] celebróse un match de football entre los primeros equipos de la Sociedad Levantina y el Sporting Club, en el campo nuevo que el Club Deportivo Aguileño tiene a espaldas de la fábrica de electricidad.

Según esta reseña se puede afirmar que El Rubial fue inaugurado, por lo menos, en el año 1913, si bien la escritura de compra de estos terrenos no se hizo hasta el 23 de junio de 1915, fecha en la que se compró mediante escritura pública por parte de D. Juan Gray Watson a D. José María Rubio Muñoz, ante el notario D. Luis Gómez Acebo, por el precio de 1250 pesetas.
Dos años después, el 17 de abril de 1917, y también ante el notario D. Luis Gómez Acebo, el Sr. Gray cede, renuncia y traspasa a favor de la "Sociedad del Vallado", la propiedad de los terrenos. En la estipulación segunda de esta escritura se dice que «'El objeto de esta sociedad es el fomento de toda clase de deportes y ejercicios físicos compatible con las tendencias y costumbres del país y lo que las leyes y reglamentos determinan».

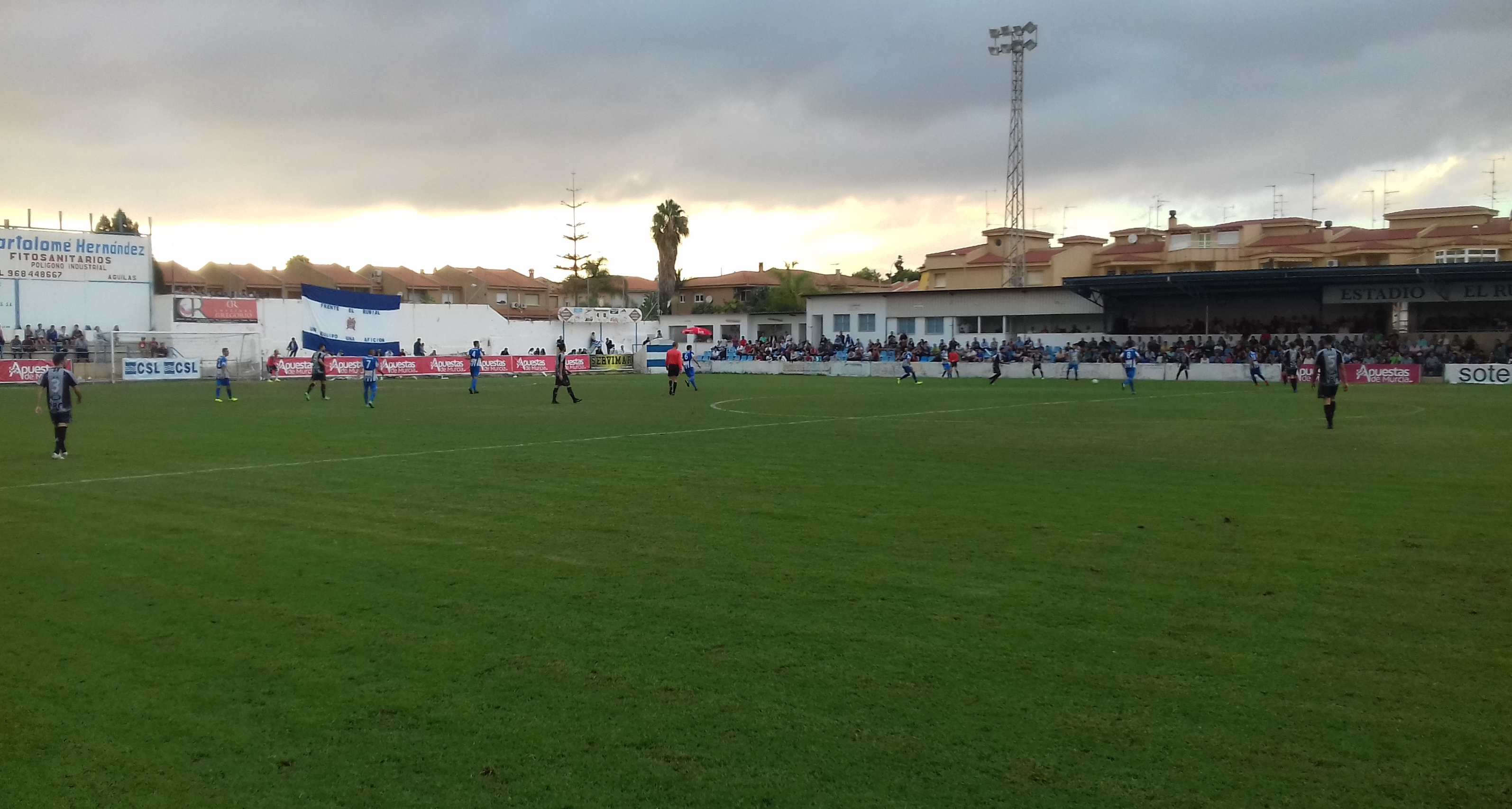
Partido entre el Águilas y el Lorca Deportiva

Las antiguas casetas de vestuarios fueron construidas en terrenos donados por D. Antonio Navarro Palacios, heredero de la finca "El Rubial", y fueron inauguradas con motivo de la visita del Real Madrid en el año 1954.
En 1987 el estadio pasó a ser propiedad del Ayuntamiento de Águilas.
Todos los años en el mes de agosto, se celebra el Trofeo Playa y Sol, trofeo que se juega desde 1901, entre los equipos de los municipios vecinos de Lorca y Águilas.
En 2023 el pleno del Ayuntamiento de Águilas acordó, a iniciativa de la Asociación Centenario del Fútbol Aguileño, añadir al nombre oficial de El Rubial el calificativo de centenario.